# Kwibukamonument
Het Kwibukamonument is een monument staande in het Beatrixpark, Amsterdam-Zuid.
Het monument voert terug op de genocide in Rwanda in 1994. Een aantal vluchtelingen week uit naar Nederland en verenigden zich in Ibuka-Nederland, maar hadden anders dan elders in de wereld nog geen monument ter nagedachtenis. Op 2 augustus 2021 richtte de ambassade van Rwanda een verzoek aan burgemeester Femke Halsema van Gemeente Amsterdam een monument te mogen plaatsen; zij stemde in. Vervolgens werd een plek uitgekozen, de keus viel op het Beatrixpark. 
Ibuka-Nederland en de Ambassade van Rwanda namen het initiatief tot oprichting van het monument. Het werd op 19 april 2023 onthuld als eerste Kwibukamonument in Nederland. Bij de onthulling waren de ambassadeur Olivier Nduhungirehe, Christine Safari (Ibuka), Marcel Vink (directeur-generaal Ministerie van Buitenlandse Zaken, Flora Breemer (stadsdeel) en Reinier van Dantzig (locoburgemeester Amsterdam) aanwezig. Het werd geplaatst nabij de ingang van het park aan de Diepenbrockstraat (tegenover Herman Gorterstraat). Toespraken werden mede door het slechte weer gehouden in de Vrijburgkerk aan de overzijde van de Diepenbrockstraat.